# 盧庫西魮
盧庫西魮（学名：Barbus lukusiensis）為輻鰭魚綱鯉形目鯉科的其中一個種。該物種於1937年由Lore Rose David和Max Poll描述，分布於非洲剛果河上游流域，體長可達11公分。

## 扩展阅读
維基物種上的相關：盧庫西魮